# Amoeiro (kommunhuvudort)
Amoeiro är en kommunhuvudort i Spanien.   Den ligger i provinsen Provincia de Ourense och regionen Galicien, i den nordvästra delen av landet, 400 km nordväst om huvudstaden Madrid. Amoeiro ligger 415 meter över havet och antalet invånare är 2 354.
Terrängen runt Amoeiro är kuperad åt sydost, men åt nordväst är den platt. Terrängen runt Amoeiro sluttar söderut. Runt Amoeiro är det mycket tätbefolkat, med 1 018 invånare per kvadratkilometer. Närmaste större samhälle är Ourense, 11,3 km sydost om Amoeiro. Omgivningarna runt Amoeiro är en mosaik av jordbruksmark och naturlig växtlighet.